# License (album)
Pour les articles homonymes, voir License.
Albums de Aya Ueto
Re.
(2004) Happy Magic ~Smile Project~
(2009)
Singles
License est le 4e album de Aya Ueto, sorti sous le label Pony Canyon le 8 mars 2006 au Japon. Il atteint la 19e place du classement de l'Oricon. Il se vend à 16 029 exemplaires la première semaine, et reste classé pendant quatre semaines, pour un total de 21 746 exemplaires vendus. Il sort en format CD et CD+DVD.

## Liste des titres
| 1.  | Egao No Mama De (笑顔のままで)                                      | 5:14 |
| 2.  | 1 million thanks                                                    | 5:04 |
| 3.  | Kaze wo Ukete (風をうけて)                                          | 5:06 |
| 4.  | Nukumori (ぬくもり)                                                 | 4:30 |
| 5.  | Yakusoku no Basho (約束の場所)                                      | 5:16 |
| 6.  | Moshimo Negai ga Kanau Nara feat.KOHEI JAPAN (もしも願いが叶うなら) | 5:02 |
| 7.  | Look into the future                                                | 5:22 |
| 8.  | Hoshizora Highway (星空ハイウエイ)                                  | 4:14 |
| 9.  | Kagiriaru Toki no Naka de (限りある時の中で)                        | 4:59 |
| 10. | Yume no Chikara (夢のチカラ)                                        | 4:57 |
| 11. | Shiroi Yuki ga Furu Yoru ni (白い雪が降る夜に)                      | 4:38 |
| 12. | Kono Sekai ni Umarete (この世界に生まれて)                          | 6:14 |
| 13. | fermata                                                             | 3:51 |

| 1. | Egao no Mama de (笑顔のままで) |  |
| 2. | Making of                      |  |
| 3. | Interview                      |  |